# Francesca Marsaglia
Francesca Marsaglia (Roma, 27 gennaio 1990) è un'ex sciatrice alpina italiana.

## Biografia

### Stagioni 2006-2013
Sorella di Matteo, a sua volta sciatore alpino, è residente a San Sicario di Cesana Torinese; tesserata per il Centro Sportivo Esercito, ha fatto parte della nazionale italiana dal 2007. Ha esordito nel Circo bianco il 1º dicembre 2005 ottenendo il 35º posto in uno slalom gigante disputato a Tignes e valido ai fini del punteggio FIS; ha debuttato in Coppa Europa il 5 febbraio 2007 ad Abetone nella medesima specialità (43ª) e in Coppa del Mondo il 9 febbraio 2008 a Sestriere in discesa libera (41ª).
L'anno seguente ha ottenuto il suo miglior piazzamento in carriera ai Mondiali juniores, classificandosi 5ª in discesa libera a Garmisch-Partenkirchen 2009, e ha conquistato il primo podio in Coppa Europa, il 24 febbraio a Tarvisio in discesa libera (2ª). Il 21 gennaio 2010 ha conquistato la sua unica vittoria in Coppa Europa, nonché ultimo podio, a Sankt Moritz in supergigante, e il 3 dicembre dello stesso anno ha ottenuto i primi punti in Coppa del Mondo giungendo 13ª nella discesa libera di Lake Louise; nella stessa stagione ha preso parte ai Mondiali di Garmisch-Partenkirchen 2011, sua prima presenza iridata, senza concludere la prova di supercombinata.

### Stagioni 2014-2022

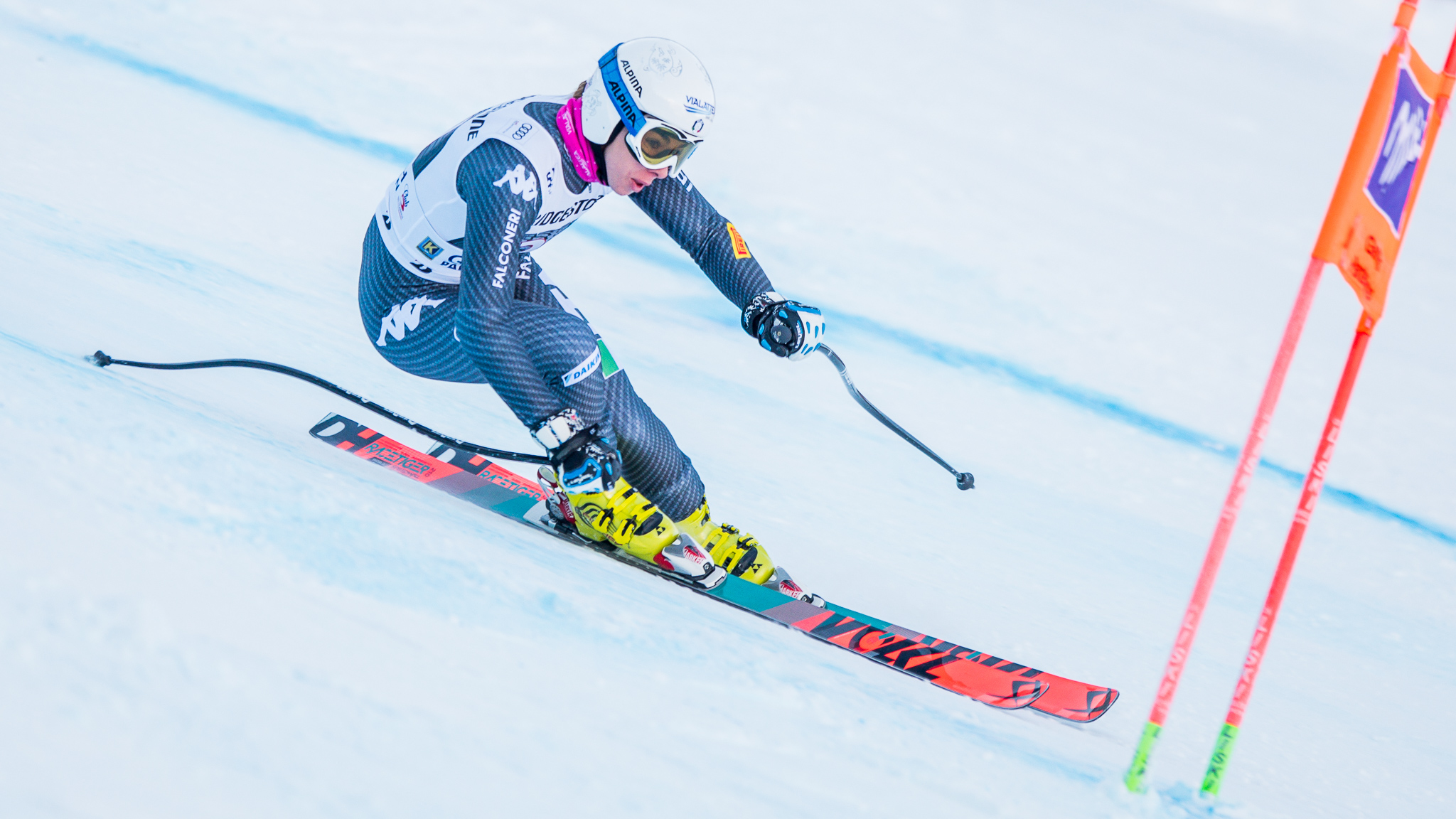
Francesca Marsaglia in gara a Garmisch-Partenkirchen nel 2017

Ai XXII Giochi olimpici invernali di Soči 2014, suo esordio olimpico, si è classificata 16ª nello slalom gigante e non ha concluso il supergigante e la supercombinata. Ai Mondiali di Vail/Beaver Creek 2015 è stata 18ª nel supergigante e 8ª nella combinata, mentre a quelli di Sankt Moritz 2017 si è classificata 17ª nel supergigante e a quelli di Åre 2019 è stata 29ª nella discesa libera, 7ª nel supergigante e non ha completato lo slalom gigante.
Il 7 dicembre 2019 ha conquistato, in discesa libera sulla Men's Olympic Downhill di Lake Louise, l'unico podio in Coppa del Mondo (3ª); ai Mondiali di Cortina d'Ampezzo 2021, sua ultima presenza iridata, si è piazzata 17ª nella discesa libera e 23ª nel supergigante e ai XXIV Giochi olimpici invernali di Pechino 2022, suo congedo olimpico, è stata 22ª nel supergigante. Si è ritirata al termine di quella stessa stagione 2021-2022 e la sua ultima gara è stata il supergigante di Coppa del Mondo disputato il 5 marzo a Lenzerheide (23ª).

## Palmarès

### Coppa del Mondo
- Miglior piazzamento in classifica generale: 24ª nel 2020
- 1 podio (in discesa libera):
  - 1 terzo posto

### Coppa Europa
- Miglior piazzamento in classifica generale: 6ª nel 2010
- 2 podi:
  - 1 vittoria
  - 1 secondo posto

#### Coppa Europa - vittorie
| Data            | Località     | Paese    | Specialità |
| --------------- | ------------ | -------- | ---------- |
| 21 gennaio 2010 | Sankt Moritz | Svizzera | SG         |

Legenda:

SG = supergigante

### South American Cup
- Miglior piazzamento in classifica generale: 28ª nel 2014
- 3 podi:
  - 3 vittorie

#### South American Cup - vittorie
| Data              | Località             | Paese     | Specialità |
| ----------------- | -------------------- | --------- | ---------- |
| 5 settembre 2006  | Termas de Chillán    | Cile      | SL         |
| 8 settembre 2006  | Termas de Chillán    | Cile      | SG         |
| 11 settembre 2013 | Ushuaia Cerro Castor | Argentina | GS         |

Legenda:

SG = supergigante

GS = slalom gigante

SL = slalom speciale

### Campionati italiani
- 13 medaglie[3][4]:
  - 3 ori (combinata nel 2015; supergigante, combinata nel 2021)
  - 7 argenti (discesa libera, slalom gigante nel 2013; slalom gigante, supercombinata nel 2014; supergigante nel 2015; slalom gigante nel 2017; discesa libera nel 2021)
  - 3 bronzi (supercombinata nel 2008; discesa libera nel 2011; combinata nel 2017)